# 주황흰동가리
주황흰동가리(학명: Amphiprion percula)는 농어목 자리돔과 흰동가리아과에 속하는 바닷물고기의 일종으로, 관상어로 사육되는 대표적인 물고기이다. 영명인 퍼큘라클라운(percula clown)이라고 이르기도 한다. 애니메이션 영화인 니모를 찾아서의 흰동가리 부자의 모델이 되었던 종이다. 팔라우 등 오세아니아의 해역에서 발견된다.